# Truman Washington Dailey
Truman Washington Dailey (19. oktober 1898 – 16. december 1996) var en fremtrædende person fra otoe-missouria stammen i Oklahoma. En årrække bestred han bl.a. posten som Secretary of the Native American Church, sad i sin stammes Business Committe, arbejdede for Walt Disney, vidnede i Senatet under høringer om lovforslag af betydning for indfødte amerikanere, indviede etnografer i sin viden om sit folk og dets sprog og sent i livet tildelte University of Missouri ham titlen Doctor of Human Letters.

## De første år
Født den 19. oktober 1898 vest for Red Rock i Otoe-Missouria reservatet i Oklahoma som barn af George Dailey:77  og Katie Samuels Dailey. Truman og en storesøster nåede som de eneste af parrets flere børn voksenalderen.:78  Født ind i missouriaernes Eagle klan fik Truman klannavnet Mashi Manyi (Soaring High),:21  der refererede til svævende ørnes evne til at stige til vejrs uden at slå med vingerne.:324 
Et af Trumans første og smukkeste minder var af det indre af en bål-oplyst tipi under en peyote ceremoni, som hans familie deltog i.:277 
Som fireårig modtog han en højst utraditionel velsignelse fra en gammel cheyenne kriger, der på opfordring fra Trumans far slog ønsket om et godt liv for drengen ind i ham med en gren, indtil den brækkede. I en alder af mere end 90 år mente Truman, at alle svirpene havde givet bonus, for han havde haft et godt liv.:177 
Faderens job som tolk for stammen bragte ham til Washington D.C. sammen med en otoe-missouria delegation. Truman, endnu ikke seks år gammel, gjorde turen med dem. Han nød de uforglemmelige møder med venlige fremmede i både hovedstaden og undervejs med tog gennem nye landskaber.:208-220  Han bevarede lysten til at rejse og til at gøre nye bekendtskaber til langt op i årene.:297 
Familien fejrede den seksårige Trumans første vellykkede jagt med en lille riffel ved at forære hans nedlagte egern til en gammel, syg dame i nabolaget. Livet ud var Truman tro mod sin opdragelse ved at betænke andre med noget af sit jagtbytte.:181-185 
I 1905 sørgede Trumans far for, at sønnen så Geronimo, da denne var trækplaster ved et western show på 101 Ranch nord for Red Rock.:204 
Trumans familie tilhørte den traditions-tro fløj af stammen, som reservatets hvide ansatte kaldte ”Coyote Band” (”Prærieulve-gruppen”).:135  Truman lærte fra lille af om stammens myter, sange og ceremonier på chiwere siouan. Dog indså forældrene, at han skulle kunne begå sig i to forskellige verdener, så som syvårig begyndte han at tillære sig flere fag i den engelsk-sprogede dagskole.:160 
Truman var omkring 12 år, da faderens grund i reservatet kom på tvangsauktion. Han havde ikke betalt ejendomsskatter. Faderen anede ikke, at han var blevet skattepligtig, da reservatets tilsynsførende med hjemmel i Burke Act fra 1906 havde udpeget ham (og otte otoer) til at være kompetente nok til at kunne klare sig selv i en verden styret af amerikansk lov.:156  (Jordlodder ejet af oprindelige amerikanere uden engelsk-kundskaber og skolegang var til en vis grad beskyttet af den amerikanske stat, og grundejeren var fritaget for at betale skat).:71  Familien Dailey flyttede ind i huset på bedstemorens jord ved siden af, men Truman havde lært en lektie. Resten af livet huskede han tabet af faderens jord og så med mistro på de amerikanske myndigheder.:158 

## Teenager og ung mand
Efter at have gennemført 7. klasse i en Red Rock skole, bad Truman selv om at komme til Haskell Institute i Kansas; hans storesøster havde været glad for sit ophold der.:227  Det var en kostskole for indfødte amerikanere, der underviste både i boglige og praktiske fag. Truman gik der fra september 1913 til sidst i oktober 1918,:253  da han tog hjem for at deltage i sin bedstemors begravelse.:235 
Hjemme fik han en indkaldelse til militæret: Første Verdenskrig rasede i Europa, og USA var gået ind i den i 1917. Fyldt 20 år en måned tidligere ankom Truman med tog sammen med hundredevis af andre unge indkaldte til stationen i Guthrie den 11. november. I løbet af dagen kapitulerede Tyskland, og Truman vendte uskadt hjem til sine lettede forældre.:236 
Truman læste videre på en forberedelsesskole i Stillwater. Han udviklede sig som basketballspiller, hvilket skaffede ham en kærkommen invitation til at gå på først Stillwater High School og fra 1920 på Oklahoma A & M College.:240  Han opnåede at anføre universitetets rugby-hold.:256  Truman stoppede sin akademiske karriere i 1922 på grund af manglende koncentration.:241 
En kort tid spillede han kornet i et cabaret-band i Kansas City.:247  På Haskell Institute havde han fået interesse for musik, lært at spille kornet, og flere gange var han rejst rundt i Oklahoma med A & M College orkesteret.:244 
Som 23 årig besluttede Truman sig for en fremtid i reservatet nær sin familie.:262 

## Ægtemand og aktiv i Native American Church (peyotisme)
Truman hjalp til på familiens farm og ranch i fem år,:262  før han giftede sig med Lavina Koshiway (11. november 1903:346  – 10. marts 1988:348 ). Hun levede op til forældrenes krav om en brud fra deres egen stamme, idet Lavinas mor var otoe. Faderen var sac og fox.:262  Parret fik ingen børn.:268 
Som ung var Lavina sluppet af med sin tuberkulose, efter at kiowaen Hunting Horse havde bedt for hende under en peyote ceremoni omkring 1912.:275  I 1933 afstod han på eget initiativ sin rettighed (sit ”ildsted”) til at forestå peyote ceremonier til Truman og Lavina.:276  Truman komponerede og digtede en kort peyote sang efter sin mors død i 1936.:292 
Fra 1938 og de næste mange år ledte parret peyote ceremonier for oprindelige amerikanere både hjemme og i en række andre stater.:280  I 1939 valgte Oklahoma-afdelingen af Native American Church Truman til kasserer, og han blev Secretary of the Native American Church of America fem år senere.:348  Fortvivlede navajoer fra Arizona opsøgte Truman, og som ceremonimester (”roadman”) gennemførte han en peyote ceremoni for dem. Deltagerne bad om frihed til at kunne dyrke peyotisme i navajo reservatet igen, efter at stammerådet havde bandlyst skikken i 1940.:278  I 1967 gjorde stammen atter alle Native American Church ritualer legale,:279  og Truman havde vundet varig respekt blandt mange navajoer ved at støtte deres sag.:280 
Truman gav etnografen William Whitman adgang til sin alsidige viden om otoe-missouriaerne, som sammen med andres indsigt i stammen dannede stoffet til Whitmans klassiske værk om otoerne fra 1937.:348 
Trumans far døde i 1938.:298 
På et tidspunkt kom Truman og Lavina rigtig til penge, da et oliekompagni fandt olie på deres jordlod og leasede det.:334 

## Til Disneyland - og tilbage igen
Truman og hans kone levede i Oklahoma indtil 1959, da de solgte deres farm og flyttede til Californien.:297 
En nevø arbejdede i Disneyland, og Truman fik uventet et job som rundviser i forlystelsesparkens præsentation af indfødte amerikaneres kulturer og levemåder med tipier, hoganer og træhytter.:303  Besøgende lærte Truman at kende som ”høvding White Horse”.:315  Han havde fået dette ”krigernavn” af en ældre slægtning, der under stammens tid i Nebraska havde dræbt en indiansk fjende og erobret hans hvide hest.:322  Truman arbejdede for en tilfreds Walt Disney i ni år,:349  før jobbet som guide blev for hårdt for hans ben.:314  Truman havde nydt at tale med turister fra Skandinavien, maorier, bolivianere, inuitter, tyskere og mange andre nationaliteter. Han kom med på et gruppebillede med Nikita Khrushchevs kone og hendes følge.:306 
Efter af have boet en kort tid blandt navajoerne og derpå i Stillwater bosatte Dailey parret sig i Red Rock i 1974.:349 

## Truman som aktiv ældre
Ligeledes i 1974 vidnede Truman i Washington D.C. til fordel for indfødte amerikaneres hævdvundne ret til at bruge fjer fra sjældne fugle, der ellers er beskyttet af Migratory Bird Law.:306 
Atter i Washington D.C. i 1978 talte han til støtte for American Indian Religious Freedom Law.:349 
Trumans kone døde i 1988 en uge før parrets 60 års bryllupsdag. Som en af de sidste i sin stamme til at tale flydende chiwere:iv  indvilligede han samme år i at deltage i University of Missouris projekt om at studere det næsten forsvundne sprog.:349 
Året efter gav han tilsagn om at fortælle sin livshistorie til etnografen Lori A. Stanley, der gjorde den til sin Ph. D. afhandling i 1993.:8 
Ved åbningen af Missouri’s American Indian Cultural Center i 1990 nær Utz Site (en arkæologisk plads beboet af missouriaer fra 1450 til 1723):12  var Truman den naturlige hovedtaler.:142 
I 1992 vidnede Truman til fordel for Native American Church i Portland, Oregon.:350 
Truman blev tildelt æresgraden Doctor of Humane Letters af University of Missouri i 1993.:350 
Den 16. december 1996 døde Truman i en alder af 98 år.